# Tlaltenango, Chiconcuautla
Tlaltenango är en ort i Mexiko.   Den ligger i kommunen Chiconcuautla och delstaten Puebla, i den sydöstra delen av landet, 140 km nordost om huvudstaden Mexico City. Tlaltenango ligger 1 628 meter över havet och antalet invånare är 807.
Terrängen runt Tlaltenango är kuperad åt nordost, men åt sydväst är den bergig. Runt Tlaltenango är det ganska tätbefolkat, med 160 invånare per kvadratkilometer. Närmaste större samhälle är Huauchinango, 11,6 km nordväst om Tlaltenango. I omgivningarna runt Tlaltenango växer i huvudsak blandskog.